# DreamCatcher Interactive
DreamCatcher Interactive was een Canadees uitgever van computerspellen die werd opgericht in 1996 en was gevestigd in Toronto. Het bedrijf hield op met bestaan in 2011.

## Geschiedenis
Het bedrijf werd opgericht in 1996 door Richard Wah Kan. Het eerste computerspel dat werd gepubliceerd was Jewels of the Oracle. DreamCatcher legde zich in opvolgende jaren steeds meer toe op avonturenspellen. Het spel Beyond Time was een van de eerste uitgaven die opviel bij het publiek.
In 2002 nam DreamCatcher de middelen en medewerkers over van Cryo Interactive, een Franse spelontwikkelaar en uitgever. Dit werd de basis voor DreamCatcher Europe.
DreamCatcher richtte in 2003 een uitgever op onder de naam The Adventure Company. Het bedrijfsonderdeel moest zich specifiek gaan bezighouden met het uitgeven van avonturenspellen.
Het bedrijf JoWood Productions kocht DreamCatcher in 2006 om hun marktaandeel te verstevigen in Noord-Amerika. Spellen werden zowel onder de naam van DreamCatcher als The Adventure Company uitgebracht.
Doordat moederbedrijf JoWood in 2011 financiële moeilijkheden had, ging DreamCatcher uiteindelijk failliet. In november 2011 maakte Nordic Games bekend dat zij alle middelen hadden overgenomen en dat DreamCatcher vanaf dat moment een bedrijfsdivisie onder Nordic werd.

## Computerspellen
Een selectie van enkele door DreamCatcher Interactive gepubliceerde spellen.
- Jewels of the Oracle (1996)
- Beyond Atlantis (2000)
- Odyssey: The Search for Ulysses (2000)
- Frank Herbert's Dune (2001)
- Nancy Drew: Treasure in the Royal Tower (2001)
- From Dusk Till Dawn (2001)
- Schizm: Mysterious Journey (2001)
- Arx Fatalis (2003)
- Aura: Fate of the Ages (2004)
- Secret Files: Tunguska (2006)
- Painkiller: Overdose (2007)
- Agatha Christie: Evil Under the Sun (2007)
- Sherlock Holmes: Nemesis (2008)
- Gothic II (2010)
- Arcania: Gothic 4 (2010)
- Painkiller: Redemption (2011)